# Mina (Arábia Saudita)

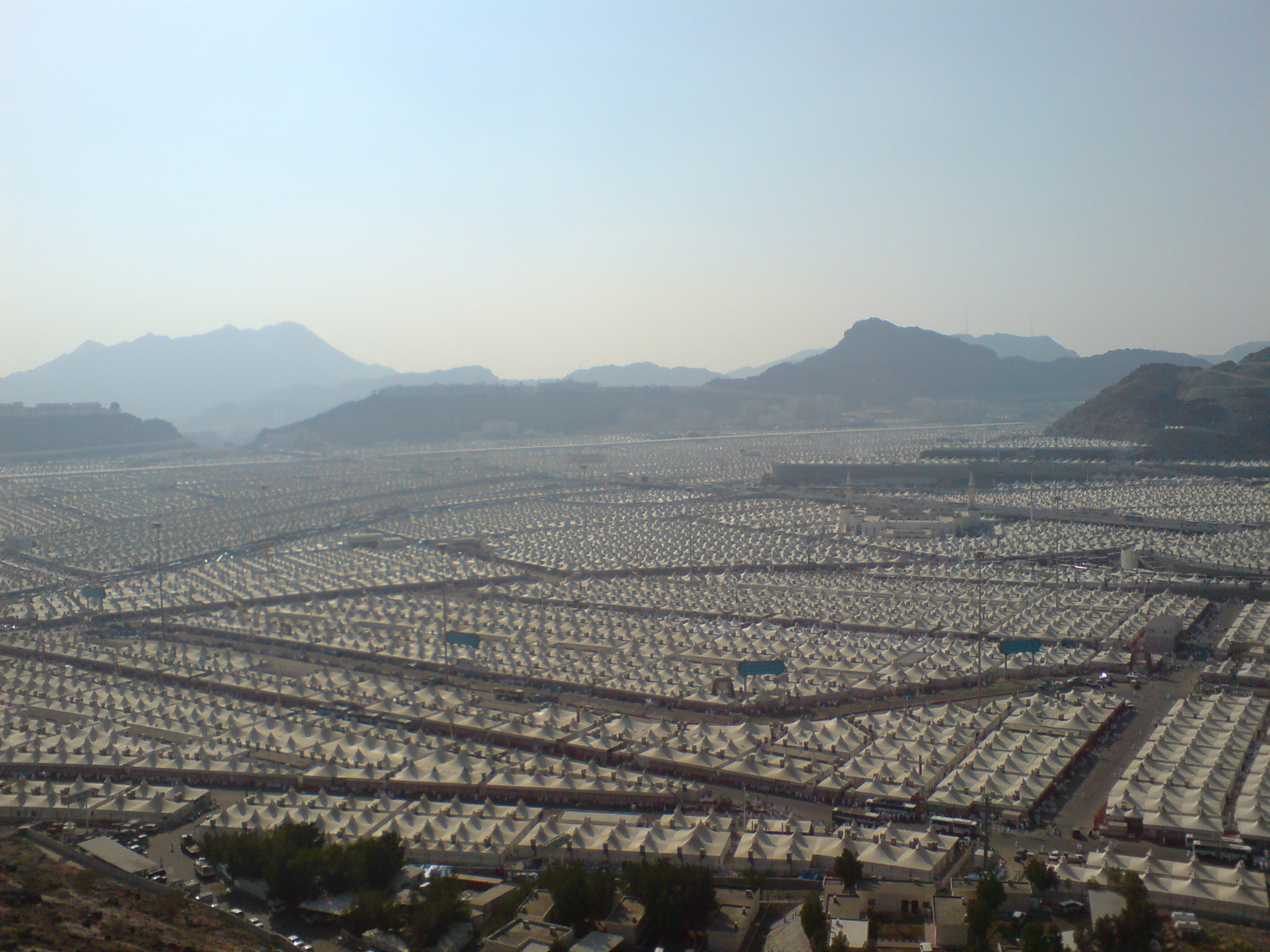
Panorama de Mina

Mina (também conhecida como a Cidade Tenda) é um bairro de Meca, em Makkah, no oeste da Arábia Saudita. Ele está situado a 5 quilômetros a leste da cidade santa do islã e fica na estrada do centro da cidade de Meca para a Colina de Arafat. Abrange uma área de aproximadamente 20 km².

## Pisoteamento de 2015
Em 24 de setembro de 2015, uma superlotação causou a morte de mais de 2.000 pessoas por sufocamento e esmagamento e deixou outros 934 feridos durante a peregrinação anual do Hajj em Mina, Meca. O incidente aconteceu no cruzamento das ruas 204 e 223, que antecedem a Ponte Jamaraat. Este foi o acidente mais mortal a ocorrer no Hajj desde a tragédia de 1990, que matou 1.426 pessoas em uma situação similar em um túnel da cidade. Também é o pisoteamento mais mortal do século XXI.